# Wilhelm Wichtendahl
Wilhelm Wichtendahl (* 6. September 1902 in La Paz, Bolivien; † 14. August 1992 in Augsburg) war ein deutscher Architekt.

## Biografie
Wichtendahl studierte zwischen 1924 und 1927 Architektur an der Technischen Hochschule München, danach war er bis zur Machtübernahme der Nationalsozialisten in der Bauabteilung der Oberpostdirektion Augsburg tätig. Anschließend arbeitete er als freiberuflicher Architekt in Augsburg.
Während der Zeit des Nationalsozialismus arbeitete Wichtendahl vor allem in der Rüstungsindustrie, dem Bereich des Bauwesens im Dritten Reich, in dem moderne Architekturen zumindest ansatzweise realisierbar waren. Wie Wichtendahl wechselten zahlreiche Protagonisten des Neuen Bauens daher in diese Sparte. So arbeitete Wichtendahl als Werksarchitekt bei den Messerschmitt-Flugzeugwerken in Haunstetten und Regensburg zusammen mit seinem Mitarbeiter Bernhard Hermkes. Anschließend waren für die Planungen für ein MAN-Schiffsmotorenwerk in Röthenbach sowie die Luftfahrtforschungsanstalt in Ottobrunn jeweils bis zu 60 Architekten von Wichtendahl zuständig, womit sein Architekturbüro eines der größten in Deutschland war. Ende der 1930er Jahre errichteten beide zusammen in Hamburg das Motorenwerk Hamburg.
1954 wurde Wichtendahl zum Landesvorsitzenden des Bundes Deutscher Architekten (BDA) gewählt und von 1959 bis 1965 war er Präsident des BDA Deutschland. 1963 erhielt er die Ehrendoktorwürde der Technischen Hochschule München. 
Sein Grab befindet sich auf dem Protestantischen Friedhof in Augsburg. Sein Nachlass wird im Architekturmuseum Schwaben in Augsburg aufbewahrt.

## Werke
- 1927: Telegraphenbauamt an der Stadtjägerstraße in Augsburg (zusammen mit Georg Werner)[2]
- 1930: Postamt Friedberg (Bayern)
- 1933: Postamt Krumbach (zusammen mit Georg Werner)
- 1933/34: Sparkasse Krumbach
- 1934–1938: Flugzeugwerke der Messerschmitt AG in Augsburg
- 1935/36: St.-Lukas-Kirche am Hammerschmiedweg 76, Augsburg (zusammen mit Walter Freyberger)
- 1938–1942: MAN Motorenwerke in Hamburg (zusammen mit Bernhard Hermkes)
- 1950er: Ausstellungshalle des MAN-Forschungsinstituts für Mechanik und Design
- 1952–1957: Wohnblocks für Jungfamilien in Augsburg-Hochfeld
- 1954–1956: Wettbewerb für die Deutsche Pfandbriefanstalt in Wiesbaden (zusammen mit Alexander von Branca)
- 1956: Dependent High School in Augsburg
- 1957: Realgymnasium „An der Blauen Kappe“ in Augsburg
- 1961–1962: Wohn- und Gästehaus Gartner in Gundelfingen
- 1962: Entwürfe für das Kreiskrankenhaus Wertingen
- 1964: St.-Petrus-Kirche in der Soldnerstraße, Augsburg-Lechhausen
- 1964–1966: Erster Preis im Wettbewerb für das Klinikum Großhadern (zusammen mit Georg Alexander Roemmich)
- 1967: Entwürfe für das Kreiskrankenhaus Marktoberdorf
- 1967: Erster Preis im Wettbewerb für die Erweiterung und Modernisierung des Kreiskrankenhauses Rain (jetzt „Donau-Ries Seniorenheim Rain“)
- 1968–1971: Gewerbliche Berufsschule in Augsburg-Hochfeld
- 1973: Kreiskrankenhaus München-Neuperlach (zusammen mit Georg A. Roemmich)